# Épisodes de Gang Related
Cet article présente le guide des épisodes de la série télévisée américaine Gang Related.

## Généralités
- Le 10 mai 2013, la série a été officiellement commandée par le réseau FOX[1].
- Au Canada, la série a été diffusée en simultané sur le réseau CTV.

## Distribution

### Acteurs principaux
- Ramon Rodriguez : Ryan Lopez
- RZA : Cassius Green
- Terry O'Quinn : Sam Chapel
- Cliff Curtis : Javier Acosta
- Jay Hernandez : Dante Acosta
- Sung Kang : Tae Kim
- Inbar Lavi : Vanessa « Vee » Hicks
- Shantel VanSanten : Jessica Chapel
- Rey Gallegos : Carlos Acosta

### Acteurs récurrents et invités
- Lela Loren : Sylvia
- Maria Canals Barrera : Marciela, femme de Javier et mère de Carlos et Daniel
- Philip Anthony-Rodriguez (en) : Agent Billy Cabrera
- Noah Bean : Jason Manning
- Amaury Nolasco : Matias
- Carlos Gómez : Miguel Salazar
- Catherine Dent : District Attorney Ellis
- Pasha D. Lychnikoff : Slotko Yegenev

## Épisodes

### Épisode 1:Sur la corde raide
- États-Unis /  Canada : 22 mai 2014 sur FOX[2] / CTV
- France : 6 septembre 2015 sur Outre-Mer 1re

- États-Unis : 2,93 millions de téléspectateurs[3] (première diffusion)
- Canada : 1,112 million de téléspectateurs[4] (première diffusion + différé 7 jours)

### Épisode 2:Sang pour sang
- États-Unis /  Canada : 29 mai 2014 sur FOX / CTV
- France : 13 septembre 2015 sur Outre-Mer 1re

- États-Unis : 3,15 millions de téléspectateurs[5] (première diffusion)
- Canada : 746 000 téléspectateurs[6] (première diffusion + différé 7 jours)

### Épisode 3:Les péchés du père
- États-Unis /  Canada : 5 juin 2014 sur FOX / CTV
- France : 20 septembre 2015 sur Outre-Mer 1re

- États-Unis : 2,86 millions de téléspectateurs[7] (première diffusion)
- Canada : 886 000 téléspectateurs[8] (première diffusion + différé 7 jours)

### Épisode 4:Les chiens
- États-Unis /  Canada : 12 juin 2014 sur FOX / CTV
- France : 27 septembre 2015 sur Outre-Mer 1re

- États-Unis : 2,7 millions de téléspectateurs[9] (première diffusion)

### Épisode 5: titre français inconnu (Invierno Cayó)
- États-Unis /  Canada : 19 juin 2014 sur FOX / CTV
- France : 4 octobre 2015 sur Outre-Mer 1re

- États-Unis : 2,47 millions de téléspectateurs[10] (première diffusion)
- Canada : 733 000 téléspectateurs[11] (première diffusion + différé 7 jours)

### Épisode 6: titre français inconnu (Entre Dos Tierras)
- États-Unis /  Canada : 26 juin 2014 sur FOX / CTV

- États-Unis : 2,41 millions de téléspectateurs[12] (première diffusion)
- Canada : 769 000 téléspectateurs[13] (première diffusion + différé 7 jours)

Amaury Nolasco (Matias)

### Épisode 7: titre français inconnu (Regreso del Infierno)
- États-Unis /  Canada : 3 juillet 2014 sur FOX / CTV

- États-Unis : 2,47 millions de téléspectateurs[14] (première diffusion)
- Canada : 939 000 téléspectateurs[15] (première diffusion + différé 7 jours)

Amaury Nolasco (Matias)

### Épisode 8: titre français inconnu (El Zorro Y El Gallinero)
- États-Unis /  Canada : 10 juillet 2014 sur FOX / CTV

- États-Unis : 2,34 millions de téléspectateurs[16] (première diffusion)
- Canada : 841 000 téléspectateurs[17] (première diffusion + différé 7 jours)

### Épisode 9: titre français inconnu (Dia de Todos los Santos)
- États-Unis /  Canada : 17 juillet 2014 sur FOX / CTV

- États-Unis : 2,64 millions de téléspectateurs[18] (première diffusion)
- Canada : 832 000 téléspectateurs[19] (première diffusion + différé 7 jours)

### Épisode 10: titre français inconnu (El Buey y El Alacran)
- États-Unis /  Canada : 24 juillet 2014 sur FOX / CTV

- États-Unis : 2,4 millions de téléspectateurs[20] (première diffusion)

### Épisode 11: titre français inconnu (La Luz Verde)
- États-Unis /  Canada : 31 juillet 2014 sur FOX / CTV

- États-Unis : 2,27 millions de téléspectateurs[21] (première diffusion)
- Canada : 836 000 téléspectateurs[22] (première diffusion + différé 7 jours)

### Épisode 12: titre français inconnu (Almádena)
- États-Unis /  Canada : 7 août 2014 sur FOX / CTV

- États-Unis : 2,01 millions de téléspectateurs[23] (première diffusion)

### Épisode 13: titre français inconnu (Malandros)
- États-Unis /  Canada : 14 août 2014 sur FOX / CTV

- États-Unis : 2,36 millions de téléspectateurs[24] (première diffusion)
- Canada : 828 000 téléspectateurs[25] (première diffusion + différé 7 jours)

Amaury Nolasco (Matias)